# Philonthus cognatus
Philonthus cognatus is een kortschildkever. Volwassenen zijn 8 tot 10 mm lang. Ze zijn overwegend zwart van kleur, hoewel de dekschilden een metaalachtige glans hebben en veel putjes bevatten. Kenmerkend voor deze soort is dat de onderzijde van het eerste antennesegment geel is, in contrast met de zwarte bovenzijde.